# Galea (protista)
Galea es un género de foraminífero bentónico considerado homónimo posterior de Galea Kristan, 1957, y sustituido por Galeanella de la subfamilia Galeanellinae, de la familia Milioliporidae, de la superfamilia Soritoidea, del suborden Miliolina y del orden Miliolida. Su especie tipo era Galea tollmanni. Su rango cronoestratigráfico abarcaba el Triásico superior.

## Discusión
Algunas clasificaciones incluirían Galea en la superfamilia Milioliporoidea.

## Clasificación
Galea incluía a la siguiente especie:
- Galea tollmanni †